# Це дуже цікава історія (фільм)
«Це дуже цікава історія» (англ. it's Kind of a Funny Story) — американська драмедія режисерів Анни Боден і Раяна Флека, знята за однойменним романом Неда Віззіні. Прем'єра в США відбулася 24 вересня 2010 року, світова прем'єра — 26 вересня 2010.
Слоган фільму: «Іноді думки в твоїй голові не такі божевільні, як ти думаєш».

## Сюжет
16-річний підліток на ім'я Крейг, впадає в депресію, і щоб позбавитися від неї він лягає в клініку для душевнохворих. Там він, помилково, потрапляє у доросле відділення.

## Саундтрек
- Broken Social Scene — Not At My Best
- The Damned — Smash It Up (Parts 1 & 2)
- The Wowz — Happy Today
- White Hinterland — Icarus
- Elden Calder — Where You Go
- Mayer Hawthorne — The Ills
- Method Man & Redman — Da Rockwilder
- The Pink Mountaintops — Tourist In Your Town
- Maxence Cyrin — Where Is My Mind
- The Middle East — Blood
- Little Denise — Check Me Out
- Rachid Taha — Habina
- Broken Social Scene — Major Label Debut (Fast)
- Broken Social Scene — Sweet Number One
- David Bowie & Queen — Under Pressure
- The XX — intro
- The Drums — Let's Go Surfing
- Black Sabbath — It's Alright